# 岩手県道148号和賀仙人停車場線
岩手県道148号和賀仙人停車場線（いわてけんどう148ごう わかせんにんていしゃじょうせん）は、岩手県北上市を通る一般県道である。

## 概要
JR東日本 和賀仙人駅から北上市和賀町の国道107号交点までの短距離路線である。

### 路線データ
- 実延長：74.8m
- 起点：和賀仙人停車場（和賀仙人駅）
- 終点：北上市和賀町仙人（国道107号交点）

## 地理

### 通過する自治体
- 北上市

### 交差する道路
- 国道107号（北上市和賀町仙人）

### 沿線の施設など
- JR和賀仙人駅